# Ligne continue en France

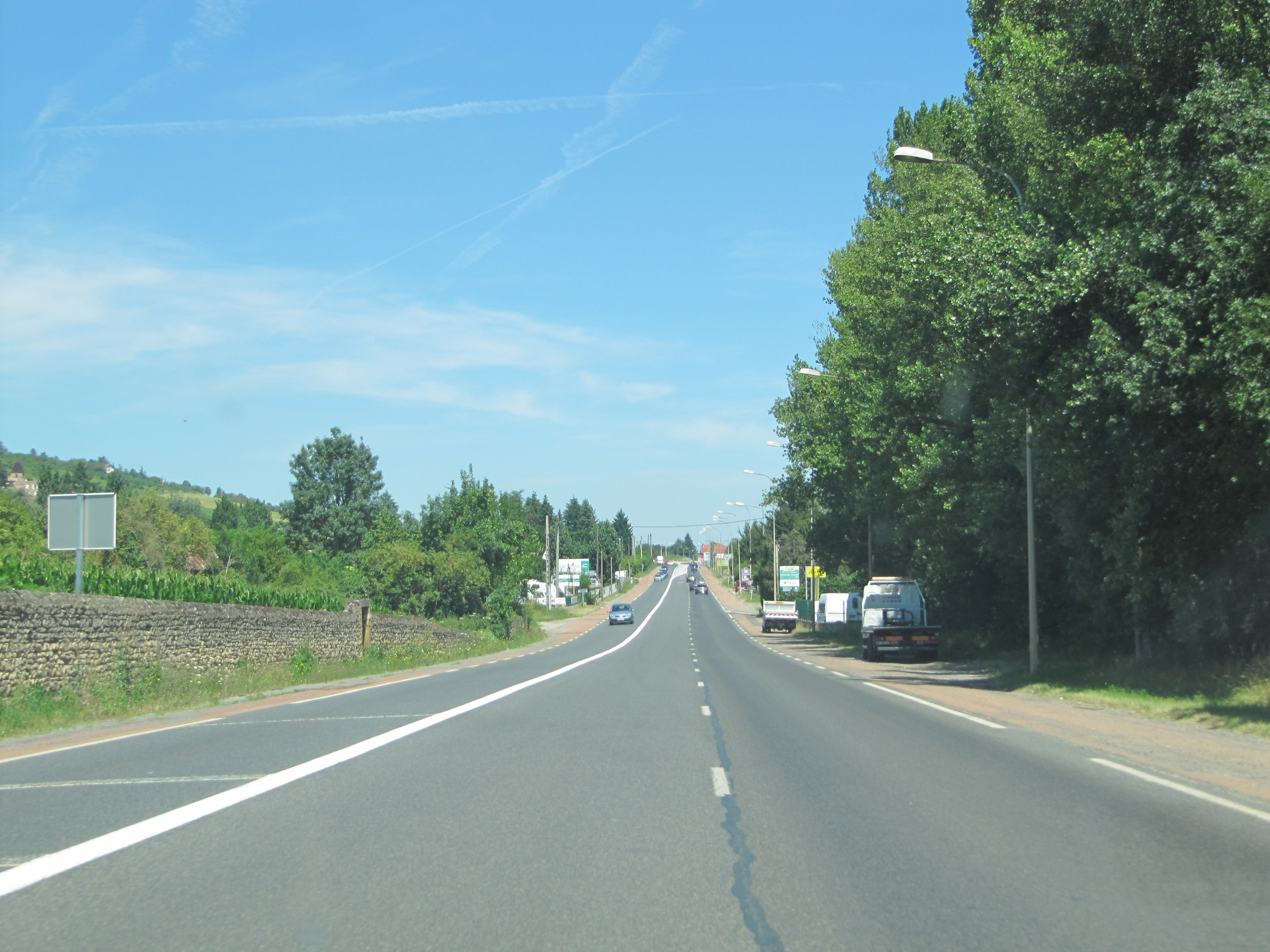
Ligne continue séparant les deux sens de circulation sur la nationale 6 au nord de Lyon.

Dans le domaine de la signalisation routière horizontale en France, une ligne continue interdit aux véhicules tout franchissement ou chevauchement de celle-ci.
Cette définition est identique à celle donnée dans la convention de Vienne sur la signalisation routière à laquelle la France a adhéré.

## Largeur
La largeur des lignes continues est donnée en multiples d’un indicateur dénommé « u » qui dépend du type de voie sur laquelle est peinte la ligne ainsi que de la finalité de celle-ci (voir ci-après la typologie).

## Types de lignes continues
| Désignation des marques                                                                                          | Modulation | Largeur |
| --- | ---------- | ------- |
| Ligne axiale ou de délimitation des voies                                                                        | continue   | 2u      |
| Ligne axiale à l’approche d’un îlot                                                                              | continue   | 3u      |
| Ligne axiale sur chaussée à 4 voies                                                                              | continue   | 5u      |
| Ligne séparant les sens de circulation opposés sur les routes à trois voies situées hors agglomération           | continue   | 3u      |
| Ligne séparant les sens de circulation opposés sur les routes avec deux voies affectées à un sens de circulation | continue   | 3u      |
| ligne oblique marquant un rétrécissement de route de trois à deux voies (article 116.2)                          | continue   | 3u      |

## Sanctions en cas de non-respect
Franchir ou chevaucher une ligne continue entraîne pour le conducteur une amende prévue pour les contraventions de la quatrième classe et la réduction de un point du permis de conduire pour le chevauchement et trois points pour le franchissement. Il encourt également la peine complémentaire de suspension du permis de conduire pour une durée de trois ans au plus, cette suspension pouvant être limitée à la conduite en dehors de l'activité professionnelle.

## Exception pour le dépassement d'un cycle
Depuis le 5 juillet 2015, le chevauchement d'une ligne continue est autorisé - avec les précautions nécessaires - pour dépasser un cycle, mais uniquement si la vitesse est limitée à 50 km/h dans cette zone.